# Pato-de-papada
O pato-de-papada (Biziura lobata) é uma espécie de ave anseriforme da família Anatidae altamente aquática, nativa do sul da Austrália. É a única espécie do gênero Biziura. Uma espécie relacionada, o pato-de-papada-neozelandês (Biziura delautouri), viveu na Nova Zelândia, mas é conhecida apenas por ossos fossilizados. Era cerca de 8% maior que a espécie atual, com uma cabeça particularmente grande.
É uma ave moderadamente comum nas bacias dos riachos Murray-Darling e Cooper e nas áreas férteis e úmidas da parte sul do continente: o sudoeste da Austrália Ocidental, Victoria e Tasmânia. Evitam o extremo norte ou as zonas excessivamente áridas do oeste e noroeste.
A espécie produz almíscar.

## Sistemática
Anteriormente tratado como monotípico, esta espécie agora é dividida em duas subespécies com as seguintes distribuições:
- Biziura lobata lobata – sudoeste da Austrália
- Biziura lobata menziesi – sudeste da Austrália

### Relacionamento dentro da família
As relações desta espécie com outras espécies são enigmáticas. Tradicionalmente é incluído na subfamília Oxyurinae, mas parece ter um parentesco distante com o gênero Oxyura, e suas peculiaridades apomórficas dificultam sua classificação. Seu parentesco com o igualmente estranho pato-de-orelhas-rosadas (Malacorhynchus) não está resolvida, mas parece ser bastante próxima, e parece fazer parte de uma antiga radiação adaptativa gondwânica de anatídeos. Como tal, está intimamente relacionado ao gênero Oxyuria, com numerosas semelhanças devido à evolução convergente.

## Descrição

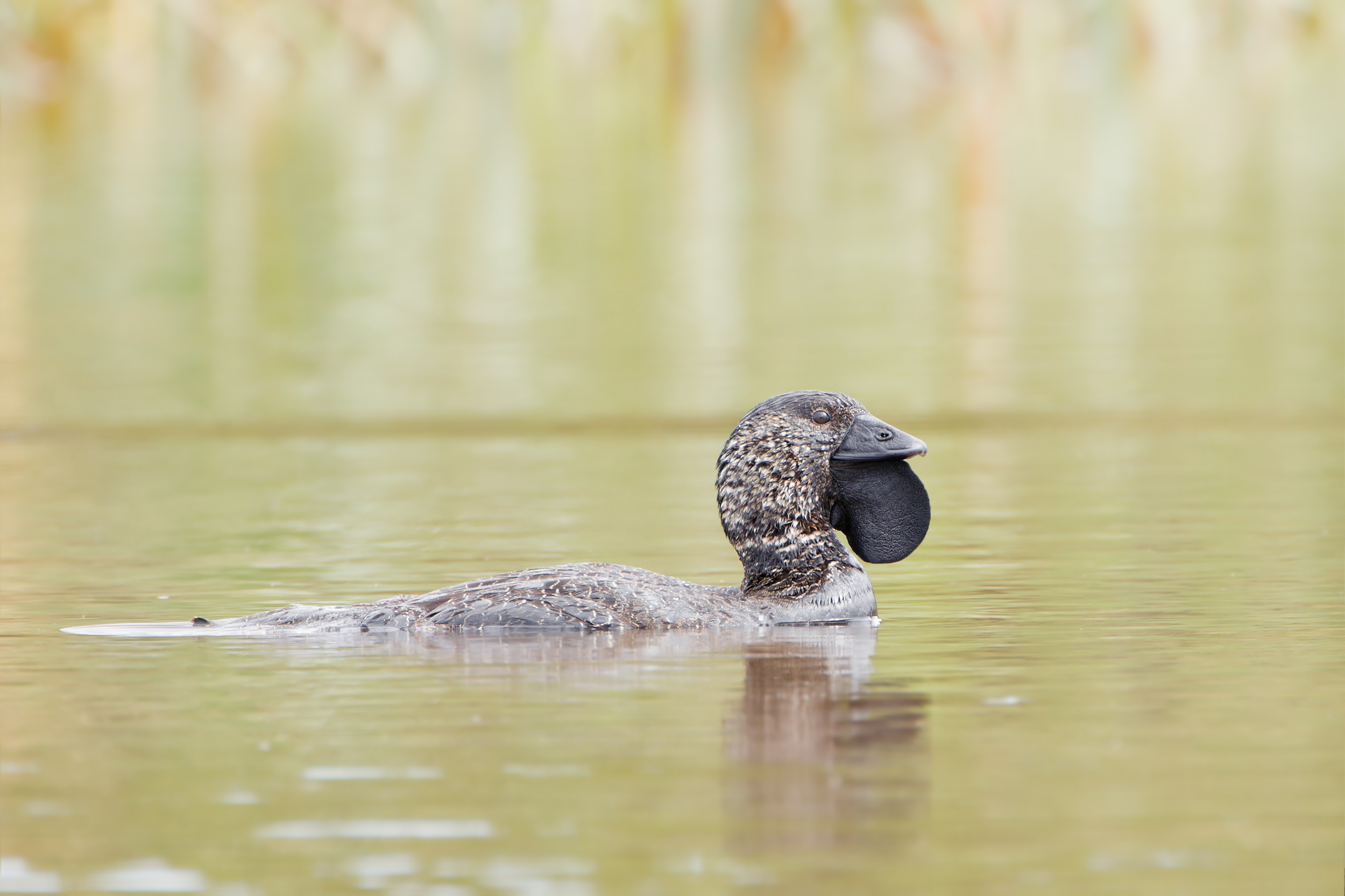
Macho exibindo o grande lóbulo do bico que aparece durante a época de reprodução, Sandford, Tasmânia, Austrália

O macho adulto tem de 60 a 70 cm de comprimento e um lóbulo grande e característico sob o bico. A fêmea tem de 47 a 55 cm de comprimento e não possui lóbulo. A plumagem opaca, marrom-acinzentada escura e finamente listrada torna-os discretos e não diferem entre os sexos. Flutua muito mal na água, como um corvo-marinho, e seus grandes pés palmados são bem esticados na parte posterior do corpo. Os filhotes são cobertos por uma penugem marrom-escura.
Em sua área de distribuição nativa, a cauda em forma de leque é característica, distinguindo esta espécie do pato-sardento (Stictonetta naevosa), que possui o mesmo tamanho, coloração e hábitos. A marreca-de-bico-azul (Oxyura australis) possui uma cauda de formato semelhante, mas a cor principal dos machos reprodutores é de um castanho muito mais intenso. Fêmeas e machos não-reprodutores possuem plumagem muito semelhante, no entanto, e a menos que se esteja muito familiarizado com as pequenas diferenças de comportamento, eles não podem ser distinguidos das fêmeas do pato-de-papada à distância. Os machos reprodutores são geralmente reconhecíveis pelo grande lóbulo sob o bico.

## Comportamento

### Locomoção
Raramente sai da água e é desajeitado em terra. Raramente voa: a decolagem é difícil e o pouso é desajeitado, tangencial, sem nenhuma tentativa de abaixar as pernas. No entanto, quando necessário, pode decolar rapidamente e voar longas distâncias, com batimentos de asas rápidos, mas sem grande amplitude.
Na água, demonstra uma agilidade notável, virando-se e retornando à superfície usando os dois pés e a cauda. Geralmente permanece na água o dia todo, às vezes descansando e procurando ativamente por comida, e emergindo para pousar por um tempo em um tronco ou em terra firme. Permanece na água à noite, dormindo longe da terra, com a cabeça enfiada no corpo ou sob uma asa.
Se sente muito confortável abaixo da superfície, mergulhando de cabeça sem quase nenhuma ondulação e permanecendo submerso por até um minuto, muitas vezes emergindo por apenas alguns instantes antes de mergulhar novamente. Mergulha para escapar de predadores, companhias indesejadas e para procurar alimento, geralmente em águas relativamente profundas. Pode mergulhar a profundidades de até 6 metros.

### Alimentação
Alimenta-se principalmente de besouros aquáticos, lagostins, caramujos e crustáceos de água doce, etc., suplementados por uma variedade de plantas aquáticas e alguns peixes.

### Relações sociais
Quando não estão se reproduzindo, os adultos geralmente são solitários. Os machos adultos criam e defendem um território, mantendo-o fora do alcance de outros machos e, frequentemente, também das fêmeas. Os indivíduos jovens formam grupos em grandes massas de água em determinadas épocas do ano.

### Reprodução

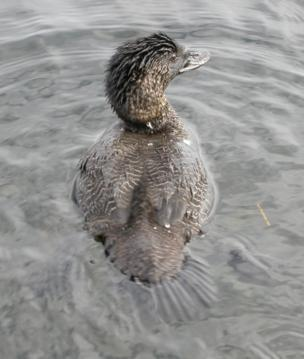
Fêmea de pato-de-papada

Não se sabe em que idade atinge a maturidade sexual na natureza, mas pode levar vários anos. É uma espécie longeva, capaz de se reproduzir aos 20 anos ou mais.
A época de reprodução do pato-de-papada varia com a precipitação e os níveis hídricos, mas geralmente ocorre entre julho e janeiro, alcançando o auge da postura de ovos em setembro ou outubro. Apesar de uma série de estudos gerais, muito pouco se sabe sobre sua reprodução: durante a época, os machos se fazem ouvir por sequências repetitivas de sons: primeiro, um ker-plonk splash feito com os pés na superfície da água, seguido por dois suaves e agudos cuc cuc, depois um assobio e um grunhido profundo. Esta sequência pode ser iniciada a qualquer hora do dia ou da noite, com ou sem uma sequência visual associada, e é repetida a cada 4 ou 5 segundos por até meia hora de cada vez. Embora o pato-de-papada tenha um grande lóbulo coriáceo sob o bico e este inche durante a época de reprodução, isso não está conectado às cavidades vocais e parece ter apenas um papel visual.
Acredita-se que o acasalamento ocorra de forma muito semelhante à do cácapo (uma espécie de papagaio gigante, incapaz de voar, encontrada na Nova Zelândia), com vários machos exibindo seus hábitos de acasalamento e a fêmea escolhendo seu parceiro, mas isso permanece incerto. O macho não desempenha nenhum papel na construção do ninho ou na criação dos filhotes.
As fêmeas escolhem um local isolado para nidificar, geralmente juncos altos bem afastados da terra e protegidos por águas profundas, ou sob a cobertura de arbustos salientes, mas ocasionalmente em uma variedade de locais incomuns, como tocos, troncos ocos de árvores ou até mesmo sob um barco virado. O ninho é uma plataforma simples de vegetação pisoteada, formando uma ligeira cavidade, forrada com vegetação fina e, após a postura, com abundante penugem. A fêmea parece incapaz de transportar qualquer material e deve se limitar ao que estiver ao seu alcance. Quando o ninho está pronto, dobra os juncos sobre si para formar uma espécie de dossel, escondendo-o de vista. Ao sair do ninho para se alimentar, desliza suavemente para dentro da água e mergulha, emergindo apenas a uma grande distância deste.

## Capacidade de produzir sons
Em setembro de 2021, circularam relatos sobre uma fita redescoberta que foi originalmente gravada em 1987 de um pato-de-papada chamado Ripper na Reserva Natural de Tidbinbilla no Território da Capital Australiana, que parecia ser o primeiro anatídeo registrado imitando a fala humana. Patos-de-papada criados em cativeiro são capazes de imitar sons que ouviram quando filhotes, como uma porta batendo, um homem tossindo e até a expressão you bloody fool, que seria algo como "seu idiota". Os animais geralmente aprendem a assobiar com seus companheiros mais velhos. Porém, indivíduos criados em cativeiro, longe de outros, são capazes de reproduzir sons associados à vida humana. Embora outras espécies de pássaros sejam capazes de imitar a fala humana, nenhuma outra espécie de pato possui essa capacidade.

## Estado de conservação
Os patos-de-papada são às vezes abatidos por caçadores, mas são pouco valorizados e não são considerados bons para consumo. A limpeza e a drenagem generalizadas de zonas úmidas têm impactado sua população, assim como o aumento generalizado dos níveis de salinidade das águas australianas, mas a espécie não é atualmente considerada ameaçada.